# 피르나 공성전
피르나 공성전(Belagerung bei Pirna)은 7년 전쟁 중인 1756년 가을에 작센에서 벌어진 공성전이다. 프로이센군이 작센군을 포위를 하고 있었고, 오스트리아군이 구출을 시도했지만, 프로이센군이 승리를 거두며 작센군은 항복했다.

## 배경
1756년 8월 29일, 프로이센군은 작센을 침공했다. 프리드리히 대왕은 군대를 셋으로 나누어 서쪽은 마그데부르크에서 페르디난트 군이, 동쪽은 프랑크푸르트에서 아우구스트 빌헬름 군이 각각 동서로 진군해 나갔다. 보헤미아로 연결되는 도로를 봉쇄하면서 작센을 동서로 포위해 들어갔다. 그리고 대왕 자신은 중앙군을 지휘하여 베를린에서 한 길로 남하하여 드레스덴을 목표로 진군해 들어갔다.
당시 작센군은 겨우 2만 정도의 병력 밖에 없었기 때문에 프러시아 군대의 침입을 알고서도 저항하지 않고, 전군을 요새인 피르나의 진지로 후퇴시켰다. 작센 선제후 (겸 폴란드 왕) 아우구스트 3세와 그의 재상 하인리히 폰 브륄도 드레스덴을 피해 피르나 군에 합류하였고, 드레스덴에는 공비 마리아 요제파만 남아 뒷일을 처리하게 되었다.
이 때 작센군은 보헤미아로 후퇴할 수 있었지만, 아우구스트는 브륄과 군 지휘관 루토프스키와 협의한 결과 여기에서 방어전에 총력전을 펼치고, 오스트리아 군대의 구호를 기다리기로 결정했다.
9월 9일, 대왕은 드레스덴에 입성하였고, 선발대는 작센군 진지를 둘러싸고 있었다. 대왕의 군대와 동시 또는 약간 늦게 페르디난트 군은 남쪽의 코타에, 아우구스트 빌헬름 군은 엘베강 북쪽의 로멘에 각각 도착해 프로이센군과 합류를 마치고 작센군을 포위할 준비를 갖췄다. 9월 10일 대왕은 피르나 서쪽 그로스 세토리츠에 진을 치고 이곳의 프리드리히 성에 본영을 두고 작센군을 포위하기 시작했다.
포위가 시작됨과 동시에 양측의 협상이 진행했다. 아우구스트 3세는 프로이센의 침공에 항의하고, 중립을 약속할 테니 자국 영토로 철군하라고 요구했다. 그러나 대왕은 작센이 오스트리아와 러시아와 대 프로이센 전쟁에서 협력할 예정이었음을 알고 있었다. 비록 중립을 선언했다고 해도 오스트리아와 전투에 즈음하여 입장이 불명확한 국가를 배후에 남겨둘 생각은 없었다. 대왕은 작센이 프로이센과 동맹을 맺고 오스트리아와 싸울 것을 요구했지만, 아우구스트 3세는 거부했다. 9월 19일까지 협상은 이어졌고, 빈터펠트는 사자로 그로스 세토리츠와 작센군 진지 사이를 2번 왕복을 했지만, 타협이 되지 않아 결국 협상은 중단되었다. 그동안 작센은 오스트리아에 구원 요청을 보내고 있었다. 프로이센군도 포위 부대를 남겨두고, 보헤미아 북부를 침입을 시작했고, 카이트가 지휘하는 주력 부대가 오스트리아군의 저항을 배제하고 아우시히안데어엘베를 점령하기에 이르렀다.

## 참고 문헌
- Dull, Jonathan R. The French Navy and the Seven Years' War. University of Nebraska Press, 2005.
- Jacques, Tony. Dictionary of Battles and Sieges. Greenwood Press, 2007.
- Szabo, Franz A.J. The Seven Years War in Europe, 1756-1763. Pearson, 2008.